# Al Wahda Damasco Basketball Team
L' Al-Wahda Damasco Sports Club (in arabo نادي الوحدة الرياضي‎?) è una società di pallacanestro con sede nella città di Damasco in Siria, rappresentante nella pallacanestro della polisportiva dell'Al-Wahda SC. I colori sociali sono l'arancione e il bianco, la squadra compete nella massima categoria nazionale, la Syrian Basketball League. L'Al-Wahda ha vinto la FIBA Asia Champions Cup nel 2003.

## Storia
La squadra è stata fondata nel 1928 con il nome di Al-Qasioun Sports Club da Ahmed Ezzat Rifai, come una associazione polisportiva che comprendeva varie discipline sportive, tra cui il basket; risultando una delle squadre più antiche del mondo arabo. Nel 1972 la società ha cambiato la propria denominazione assumendo quella attuale di Al Wahda Damasco Sports Club.
L'età d'oro del club iniziò negli anni '90, quando la squadra riuscì finalmente a battere entrambi i club di Aleppo, Jalaa Aleppo e Al Ittihad Aleppo, che fino a quel momento avevano monopolizzato la Syrian Basketball League, e divenne, per la prima volta nella sua storia, campione SBL nella stagione 1993-1994. Da quella stagione e da quel primo trionfo nel campionato nazionale fino alla stagione 2002-2003, l'Al-Wahda ha dominato in maniera assoluta la scena nazionale, con 6 titoli del campionato siriano portati a casa in dieci stagioni, accompagnate da cinque vittorie consecutive nella Syrian Basketball Cup tra il 1999 e il 2004.
Durante il suo periodo d'oro, Al Wahda si è affermata soprattutto a livello internazionale. Nella stagione 1998, il club ha debuttato in una competizione fuori dai confini nazionali, prendendo parte alla prima edizione della WABA Champions Cup, dove ha ottenuto il 4 ° posto finale. Nella stagione 2000, il club ha giocato per la seconda volta nella WABA Champions Cup, riuscendo questa volta a vincere la competizione, ottenendo per la prima volta la qualificazione per la FIBA Asia Champions Cup, dove esordisce nell'edizione 2000 venendo però eliminata nella fase a gironi.
Nella stagione 2001, la squadra è stata in grado di difendere il proprio titolo nella WABA Champions Cup, ottenendo la qualificazione anche per l'edizione 2001 della FIBA Asia Champions Cup, qui dopo aver superato la fase a gironi, l'Al-Wahda si è arreso in semifinale contro in sauditi dell'Al-Ittihad Gedda, vincendo però la finalina contro il Winling Hong Kong, ottenendo così il terzo posto finale. Nella stagione 2002-2003, l'Al-Wahda SC ha ottenuto il più grande successo nella storia del club e del basket siriano. Alla FIBA Asia Champions Cup di Kuala Lumpur, dopo aver vinto tutte le quattro gare nel suo girone, la squadra si è qualificata per le semifinali, dove hanno sconfitto i sudcoreani del Sangmu Phoenix per 107-78, per poi battere in finale anche i qatarioti dell'Al-Rayyan Doha con il risultato di 96:63, diventando così la prima squadra siriana a vincere la massima competizione per club asiatica. 
Nella stagione successiva, il club è riuscito nuovamente ad ottenere la qualificazione per la Asia Champions Cup, dopo essere arrivato al secondo posto nella WABA Champions Cup 2004. Ottenuto l'accesso per l'edizione 2004 della FIBA Asia Champions Cup, L'Al-Wahda ha vinto tutte le partite del suo girone ottenendo da prima in classifica l'accesso per la fase ad eliminazione; dopo essere arrivato per il secondo anno consecutivo alla finale, il club non è riuscito però a difendere il titolo, perdendo contro la squadra libanese del Sagesse Beirut per 70-72.
Nel 2014, dopo 11 anni di attesa, l'Al-Wahda ha vinto nuovamente il titolo della Syrian Basketball League dopo una vittoria finale per 79-67 sull'Al Ittihad Aleppo. La stagione successiva, quella 2014-2015, Al Wahda ha sconfitto nuovamente l'Al Ittihad Aleppo nella finale del Campionato siriano ed ha vinto il suo nono titolo nazionale, il secondo consecutivo.
Nella stagione 2022-2023, la squadra è riuscita dopo un'altra attesa di circa dieci anni a tornare alla vittoria nella Syrian Basketball League sconfiggendo per 3-0, nella serie finale, i rivali dell'Al Ittihad Aleppo, aggiudicandosi il decimo titolo nazionale nella sua storia. La vittoria del campionato ha permesso alla squadra di qualificarsi per la seconda edizione della FIBA West Asia Super League.

## Rivalità
I principali rivali dell'Al-Wahda sono i concittadini dell'Al-Jaish Damasco, contro i quali si scontrano nel cosiddetto Derby di Damasco.

## Palmarès

### Titoli Nazionali
- Syrian Basketball League
  - Campioni (11): 1993/1994, 1996/1997, 1997/1998, 1998/1999, 2000/2001, 2001/2002, 2002/2003, 2013/2014, 2014/2015, 2022/2023, 2023/2024
- Syrian Basketball Cup
  - Campioni (8): 1996, 2000, 2001, 2002, 2003, 2004, 2017, 2022
- Syrian Basketball Super Cup
  - Campioni (2): 1994, 2022

### Trofei Internazionali
- FIBA Asia Champions Cup
  - Campioni (1): 2003
  - Finalista (1): 2004
  - Terzo Posto (2): 2001, 2002
- WABA Champions Cup
  - Campioni (2): 2000, 2001
  - Finalista(1): 2004

## Organico

### Roster 2023-2024
Il roster per la stagione 2023-2024
|    | Naz.                   | Ruolo | Sportivo               | Anno | Alt. | Peso |  |
| -- | ---------------------- | ----- | ---------------------- | ---- | ---- | ---- |  |
| 0  | Siria (bandiera)       | AP    | Muhammad Otabachi      | 1993 | 192  | 87   |  |
| 1  | Siria (bandiera)       | G     | Anas Al Hajji          | 2005 | 180  | 77   |  |
| 2  | Stati Uniti (bandiera) | PG    | Donte McGill           | 1995 | 191  | 86   |  |
| 5  | Stati Uniti (bandiera) | G     | Jomaru Brown           | 1999 | 190  | 85   |  |
| 7  | Siria (bandiera)       | PG    | Abdullah Al-Halabi     | 2000 | 180  | 77   |  |
| 8  | Siria (bandiera)       | G     | Majd Arbasha           | 1990 | 187  | 82   |  |
| 9  | Siria (bandiera)       | G     | Tarek Aljabi           | 1990 | 183  | 78   |  |
| 10 | Stati Uniti (bandiera) | AG    | Isaac Banks            | 1994 | 201  | 107  |  |
| 11 | Siria (bandiera)       | C     | Michel Ghaith          | 2000 | 201  | 99   |  |
| 12 | Siria (bandiera)       | C     | Abdulwahab Alhamrwi    | 1990 | 220  | 113  |  |
| 13 | Siria (bandiera)       | C     | Sharif Al Osh          | 1984 | 188  | 85   |  |
| 15 | Stati Uniti (bandiera) | G     | John Crosby            | 1996 | 190  | 91   |  |
| 41 | Siria (bandiera)       | C     | Muhia Kasaballi        | 1984 | 210  | 109  |  |
| 44 | Stati Uniti (bandiera) | AG    | Steven Lee Davis-Smith | 1993 | 203  | 100  |  |

### Staff tecnico
| Ruolo           | Nome              |
| --------------- | ----------------- |
| Capo Allenatore | Marwan Khalil     |
| Assistente      | Michael Mikaelian |